# نونو دا سيلفا
نونو دا سيلفا هو لاعب كرة قدم سويسري في مركز الهجوم، ولد في 14 مارس 1994 في زيورخ في سويسرا. لعب مع نادي آراو.

## وصلات خارجية
- نونو دا سيلفا على موقع قاعدة بيانات كرة القدم.إي يو (الإنجليزية)
- نونو دا سيلفا على موقع Soccerway.com (الإنجليزية)
- نونو دا سيلفا على موقع عالم كرة القدم.نت (الإنجليزية)